# 蘇建榮
蘇建榮（1961年11月12日—），臺灣無黨籍政治人物、財經學者，生於高雄市田寮區七星里。現任國立臺北大學財政學系教授、國立政治大學國際金融學院院長、台灣金融研訓院董事長，曾任財政部部長兼任中央銀行常務理事、財政部政務次長、臺北市政府財政局長、國立臺北大學公共事務學院院長、國立臺北大學教務長、國立臺北大學財政學系主任、財政部賦稅改革委員會研究員等職。
著有《戰後二十五年（1945－1969）間臺灣個人綜合所得稅制的變革與啟示》等多篇學術論文著作，為國立臺北大學特殊貢獻獎傑出校友。

## 早年
先祖原居住於現今之高雄市湖內區太爺里，於清朝因故遷居至現今高雄市田寮區田寮里四塊厝。蘇建榮生長於高雄田寮區七星里牛路彎，與前行政院副院長吳榮義同鄉，其父親分別於高雄縣立田寮國民小學與田寮鄉新興國民小學任教，並在阿公店水庫上游向國有財產局承租了一塊旱地，靠著小學老師的薪水及種植農作物養活一家13口，家境清苦。
排行老八的蘇建榮，上有6個哥哥、1個姊姊，3個妹妹。為貼補家用，自小就跟哥哥一起打零工，幫忙鄰居放牛、放羊。隨著哥哥陸續退伍並找到工作，家中經濟開始好轉，在他國中畢業時，舉家搬到高雄岡山區，父親靠著貸款買下一棟房子，自此一家才真正有了棲身之所。
在窮困的環境下，眾多兄弟姊妹中，只供蘇建榮一人北上念書，他則苦讀考上東吳大學經濟學系、中興大學法商學院（現為國立台北大學）經濟學研究所。爾後在碩士論文指導老師許松根教授及口試委員張慶輝教授的推薦下出國深造，取得美國賓州州立大學經濟學博士學位。

## 職業生涯

### 學術界
1987年8月，蘇建榮進入當時甫成立的財政部賦稅改革委員會，擔任由張慶輝教授為召集人的所得稅組助理研究員，當時包含許松根教授、前閣揆林全、台大經濟系教授林向愷、中研院朱敬一院士與中經院曹添旺董事長等人，都是該組的成員，而當時主任秘書就是財政部前部長張盛和。在這樣的機緣下，蘇建榮從經濟領域轉向財政界，從此走上財政學者的道路。
取得博士學位返台後，蘇建榮進入學術圈，先在淡江大學產業經濟學系暨研究所擔任副教授，爾後於母校中興法商（現為國立臺北大學）任教長達十多年的時間。其間，2000年2月國立中興大學臺北法商學院改制為國立臺北大學，除專任財政學系教授，先後兼任財政學系系主任、臺北大學教務長及公共事務學院院長等職，專長領域為財政理論與政策、租稅理論與政策，長期致力於租稅政策與制度、財政政策、財政劃分與地方政府債務管理等方面的研究，在2002年發表《減稅、舉債與政府財政》學術論文。
2012年，當選第五屆國立臺北大學公共事務學院院長，接替周育仁教授出任院長，直至2014年因出任政務官臨時請辭，剩餘任期交由顧慕晴教授以副院長代理院長身份完成。

### 擔任公職
台北市財政局局長
台北市長柯文哲透過遴選，延攬蘇建榮請其擔任臺北市政府財政局局長，蘇認為作為財政學者應該要將理論與實務結合，故於2014年12月接下此重擔。剛上任時因房屋稅調升，稅收與設定地上權的收入增加，多餘的錢有兩種處理方式，第一是歲計剩餘，放在公庫要編預算時可用；第二是還債，柯文哲上任時，台北市的債務多達新台幣1,469億元，往年政府都是每年編66億還債。蘇建議如果市府有多餘的錢應優先還債，因債務一年產生的利息高達20－30億元，如果可以拿去還債，未來有重大建設也能增加舉債空間，使其任內第一年就創下幫北市府減債160億元紀錄，也是柯文哲引以為傲的政績之一。
財政部政務次長me.
2016年，應準閣揆林全、準財政部長許虞哲等人之邀，接任新政府財政部政務次長。
蘇建榮擔任發言人角色，負責政策溝通的任務，他首開先例，不定期率財政部各單位首長召開媒體茶會讓記者發問，學者性格的他，也不時化身「蘇老師」，親自為記者解釋財劃法修法始末，積極落實蔡英文總統「最會溝通政府」的主張。
財政部部長
2018年7月16日蘇建榮出任部長，上任後重新檢視前部長許虞哲承諾提出的所得稅法，他發現經歷2018年初稅改後，綜合所得稅的稅基已變得十分脆弱，於是在9月20日宣布決定放緩第二波扣除額，將重新檢視各項扣除額必要性與合理性。蘇指出，去年底第一波所得稅稅改，今年已大幅提高標準扣除額、薪資所得、身心障礙及幼兒學前特別扣除額等四大扣除額額度，使得綜所稅稅基只剩百分之廿四，若再擴大扣除額項目或金額，綜所稅稅基將變得「非常脆弱」。
2022年12月25日離任財政部部長一職，歸建台北大學。

## 軼事
- 2018年10月接受蘋果日報專訪，因從小家境困苦而靠著放牛放羊貼補家用，故稱其為「放羊的孩子變財長」。[2]
- 蘇建榮上任財政部長，讓一直流傳的「北大幫」（前中興法商）逐漸取代「政大幫」為主流的內閣人事之說浮上檯面，包含：國家通訊傳播委員會主任委員陳耀祥、委員郭文忠、公務人員保障暨培訓委員會主任委員郝培芝等人。[9]
- 蘇建榮上任後第一時間有網友發現維基百科頁面，財長職位繼任者已更新為「蘇建榮」，不過點進頁面竟是外號「阿財」、「新萬磁王」的中華職棒義大犀牛隊前外野手「蘇建榮」，同名同姓又同鄉，網友虧說「棒球選手出路真多元」，蘇建榮也自嘲「當部長又會打棒球」。[10][11]

## 期刊論文[12]
| 年份 | 名稱                                                                | 作者                                            | 刊載                                                                          |
| 2011 | 以未稽核所得稅申報資料推估短漏報所得                                | 蘇建榮、李顯峰、吳世英、翁堃嵐                  | 《經濟論文》，第39卷第2期，頁215-243                                          |
| 2010 | 從「準直轄市」到直轄市——新北市升格的財政分析                        | 蘇建榮、陳錦稷                                  | 《地方政府治理的新局與挑戰》第8章，台北：新臺灣智庫，頁137-158                |
| 2010 | 行政院版「財政收支劃分法修正草案」的缺失與建議修正方向              | 林向愷、蘇建榮、陳錦稷                          | 《地方政府治理的新局與挑戰》第9章，台北：新臺灣智庫，頁159-188                |
| 2009 | 戰後二十五年(1945~1969)間臺灣個人綜合所得稅制的變革與啟示           | 蘇建榮                                          | 《兩岸租稅論叢》，台中：逢甲大學，頁83-116                                    |
| 2006 | 家計生產模式下的公共資金邊際成本                                    | 蘇建榮、林俊輝                                  | 《財稅研究》，第38卷第3期，頁66-82                                            |
| 2002 | 減稅、舉債與政府財政                                                | 蘇建榮                                          | 《新世紀智庫論壇》，第17期，頁61-67                                           |
| 2000 | Evaluating the revenue effect of public investment                  | Jain-Rong, Su                                   | 《人文及社會科學集刊》，第12卷第4期，頁657-674                                |
| 1999 | 全民健康保險制度下門診醫療利用函數之估計                            | 蘇建榮                                          | 《保險專刊》，第57期，頁81-93                                                 |
| 1998 | 淺談銀行業改課加值型營業稅問題                                      | 蘇建榮                                          | 《華信金融季刊》，第4期，頁127-135                                            |
| 1996 | Public pensions and the factor intensity of manufacturing in Taiwan | Su, J. R., T. H. Yang, C. H. Chang and S. C. Hu | Advances in Pacific Basin Business, Economics and Finance, Vol. 2, JAI Press. |

## 外部連結
- 歷任部長-財政部 （页面存档备份，存于）

| 中華民國政府職務 | 中華民國政府職務                                    | 中華民國政府職務                     |
| ---------------- | --------------------------------------------------- | ------------------------------------ |
| 行政院           |                                                     |                                      |
| 前任： 許虞哲    | 財政部部長 第三十二任 2018年7月16日－2022年12月25日 | 繼任： 阮清華（代理） 莊翠雲（正任） |